# Károly Kovács
Dans le nom hongrois Kovács Károly, le nom de famille précède le prénom, mais cet article utilise l’ordre habituel en français Károly Kovács, où le prénom précède le nom.
Pour les articles homonymes, voir Kovács.
Pour footballeur, voir Károly Kovács (football).
Károly Kovács, né le 19 janvier 1902 à Szilasbalhás, alors en Autriche-Hongrie, et mort le 10 décembre 1990 à Budapest, est un acteur hongrois.

## Filmographie partielle
- 1939 : Deux Filles dans la rue (Két lány az utcán) d'André de Toth
- 1939 : Six Semaines de bonheur (Hat hét boldogság) d'André de Toth
- 1939 : Magyar Feltámadás de Jenö Csepreghy et Ferenc Kiss
- 1960 : A Noszty fiú esete Tóth Marival de Viktor Gertler
- 1977 : Contes de Budapest (Budapesti mesék) d'István Szabó